# Copa Libertadores féminine 2016
Navigation
Édition précédente Édition suivante

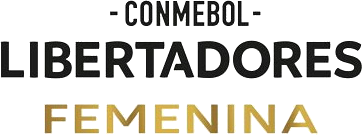

La Copa Libertadores féminine 2016 est la 8e édition de la Copa Libertadores féminine, une compétition inter-clubs sud-américaine de football féminin organisée par la Confédération sud-américaine de football (CONMEBOL). Elle se déroule du 6 au 20 décembre 2016 à Montevideo et Colonia del Sacramento en Uruguay et oppose les meilleurs clubs des différents championnats sud-américains de la saison précédente.
Le club paraguayen Sportivo Limpeño remporte la finale face aux Vénézuéliennes de Estudiantes de Guárico sur le score de 2 buts à 1, et devient le premier club non brésilien à remporter la compétition.

## Participants
Un total de 12 équipes provenant des 10 associations membres de la CONMEBOL participeront à la Copa Libertadores féminine 2016.
| - UAI Urquiza Champion d'Argentine 2016 - San Martín de Porres Champion de Bolivie 2016 - Ferroviária Vainqueur de la Copa Libertadores féminine 2015 - Foz Cataratas FC 3e du championnat du Brésil 2015 - Colo-Colo Champion du Chili 2015 - Generaciones Palmiranas Champion de Colombie 2016 | - UAI Urquiza Champion d'Argentine 2016 - San Martín de Porres Champion de Bolivie 2016 - Ferroviária Vainqueur de la Copa Libertadores féminine 2015 - Foz Cataratas FC 3e du championnat du Brésil 2015 - Colo-Colo Champion du Chili 2015 - Generaciones Palmiranas Champion de Colombie 2016 | - UAI Urquiza Champion d'Argentine 2016 - San Martín de Porres Champion de Bolivie 2016 - Ferroviária Vainqueur de la Copa Libertadores féminine 2015 - Foz Cataratas FC 3e du championnat du Brésil 2015 - Colo-Colo Champion du Chili 2015 - Generaciones Palmiranas Champion de Colombie 2016 | - UAI Urquiza Champion d'Argentine 2016 - San Martín de Porres Champion de Bolivie 2016 - Ferroviária Vainqueur de la Copa Libertadores féminine 2015 - Foz Cataratas FC 3e du championnat du Brésil 2015 - Colo-Colo Champion du Chili 2015 - Generaciones Palmiranas Champion de Colombie 2016 | - UAI Urquiza Champion d'Argentine 2016 - San Martín de Porres Champion de Bolivie 2016 - Ferroviária Vainqueur de la Copa Libertadores féminine 2015 - Foz Cataratas FC 3e du championnat du Brésil 2015 - Colo-Colo Champion du Chili 2015 - Generaciones Palmiranas Champion de Colombie 2016 | - UAI Urquiza Champion d'Argentine 2016 - San Martín de Porres Champion de Bolivie 2016 - Ferroviária Vainqueur de la Copa Libertadores féminine 2015 - Foz Cataratas FC 3e du championnat du Brésil 2015 - Colo-Colo Champion du Chili 2015 - Generaciones Palmiranas Champion de Colombie 2016 | - UAI Urquiza Champion d'Argentine 2016 - San Martín de Porres Champion de Bolivie 2016 - Ferroviária Vainqueur de la Copa Libertadores féminine 2015 - Foz Cataratas FC 3e du championnat du Brésil 2015 - Colo-Colo Champion du Chili 2015 - Generaciones Palmiranas Champion de Colombie 2016 | - UAI Urquiza Champion d'Argentine 2016 - San Martín de Porres Champion de Bolivie 2016 - Ferroviária Vainqueur de la Copa Libertadores féminine 2015 - Foz Cataratas FC 3e du championnat du Brésil 2015 - Colo-Colo Champion du Chili 2015 - Generaciones Palmiranas Champion de Colombie 2016 | - Unión Española Champion d'Équateur 2015 - Sportivo Limpeño Champion du Paraguay 2015 - Universitario Champion du Pérou 2016 - Colón Champion d'Uruguay 2015 - Nacional Vice-champion d'Uruguay 2015 - Estudiantes de Guárico Champion du Venezuela 2015 | - Unión Española Champion d'Équateur 2015 - Sportivo Limpeño Champion du Paraguay 2015 - Universitario Champion du Pérou 2016 - Colón Champion d'Uruguay 2015 - Nacional Vice-champion d'Uruguay 2015 - Estudiantes de Guárico Champion du Venezuela 2015 | - Unión Española Champion d'Équateur 2015 - Sportivo Limpeño Champion du Paraguay 2015 - Universitario Champion du Pérou 2016 - Colón Champion d'Uruguay 2015 - Nacional Vice-champion d'Uruguay 2015 - Estudiantes de Guárico Champion du Venezuela 2015 | - Unión Española Champion d'Équateur 2015 - Sportivo Limpeño Champion du Paraguay 2015 - Universitario Champion du Pérou 2016 - Colón Champion d'Uruguay 2015 - Nacional Vice-champion d'Uruguay 2015 - Estudiantes de Guárico Champion du Venezuela 2015 | - Unión Española Champion d'Équateur 2015 - Sportivo Limpeño Champion du Paraguay 2015 - Universitario Champion du Pérou 2016 - Colón Champion d'Uruguay 2015 - Nacional Vice-champion d'Uruguay 2015 - Estudiantes de Guárico Champion du Venezuela 2015 | - Unión Española Champion d'Équateur 2015 - Sportivo Limpeño Champion du Paraguay 2015 - Universitario Champion du Pérou 2016 - Colón Champion d'Uruguay 2015 - Nacional Vice-champion d'Uruguay 2015 - Estudiantes de Guárico Champion du Venezuela 2015 | - Unión Española Champion d'Équateur 2015 - Sportivo Limpeño Champion du Paraguay 2015 - Universitario Champion du Pérou 2016 - Colón Champion d'Uruguay 2015 - Nacional Vice-champion d'Uruguay 2015 - Estudiantes de Guárico Champion du Venezuela 2015 | - Unión Española Champion d'Équateur 2015 - Sportivo Limpeño Champion du Paraguay 2015 - Universitario Champion du Pérou 2016 - Colón Champion d'Uruguay 2015 - Nacional Vice-champion d'Uruguay 2015 - Estudiantes de Guárico Champion du Venezuela 2015 |

## Compétition

### Phase de groupes
La phase de groupes sous forme de trois groupes de quatre équipes se déroule du 6 au 14 décembre 2016.
Les premiers de chaque groupe se qualifient pour les demi-finales, ainsi que le meilleur deuxième.
Légende des classements
- Qualification pour les demi-finales
- Deuxième du groupe

Légende des résultats
- Victoire  du club
- Match nul
- Défaite du club

#### Groupe A
| Rang | Équipe           | Pts | J | G | N | P | Bp | Bc | Diff |  | Résultats        |  |     |     |     |
| ---- | ---------------- | --- | - | - | - | - | -- | -- | ---- |  | ---------------- |  | --- | --- | --- |
| 1    | Sportivo Limpeño | 7   | 3 | 2 | 1 | 0 | 7  | 2  | +5   |  | Sportivo Limpeño |  | 3-2 | 0-0 | 4-0 |
| 2    | Colón            | 6   | 3 | 2 | 0 | 1 | 8  | 4  | +4   |  | Colón            |  |     | 2-1 | 4-0 |
| 3    | UAI Urquiza      | 4   | 3 | 1 | 1 | 1 | 3  | 2  | +1   |  | UAI Urquiza      |  |     |     | 2-0 |
| 4    | Universitario    | 0   | 3 | 0 | 0 | 3 | 0  | 10 | -10  |  | Universitario    |  |     |     |     |

#### Groupe B
| Rang | Équipe                  | Pts | J | G | N | P | Bp | Bc | Diff |  | Résultats               |  |     |     |     |
| ---- | ----------------------- | --- | - | - | - | - | -- | -- | ---- |  | ----------------------- |  | --- | --- | --- |
| 1    | Foz Cataratas FC        | 9   | 3 | 3 | 0 | 0 | 8  | 2  | +6   |  | Foz Cataratas FC        |  | 2-0 | 3-1 | 3-1 |
| 2    | Generaciones Palmiranas | 4   | 3 | 1 | 1 | 1 | 8  | 3  | +5   |  | Generaciones Palmiranas |  |     | 1-1 | 7-0 |
| 3    | San Martín de Porres    | 4   | 3 | 1 | 1 | 1 | 5  | 5  | 0    |  | San Martín de Porres    |  |     |     | 3-1 |
| 4    | Nacional                | 0   | 3 | 0 | 0 | 3 | 2  | 13 | -11  |  | Nacional                |  |     |     |     |

#### Groupe C
| Rang | Équipe                 | Pts | J | G | N | P | Bp | Bc | Diff |  | Résultats              |  |     |     |     |
| ---- | ---------------------- | --- | - | - | - | - | -- | -- | ---- |  | ---------------------- |  | --- | --- | --- |
| 1    | Estudiantes de Guárico | 7   | 3 | 2 | 1 | 0 | 2  | 0  | +2   |  | Estudiantes de Guárico |  | 0-0 | 1-0 | 1-0 |
| 2    | Colo-Colo              | 5   | 3 | 1 | 2 | 0 | 4  | 3  | +1   |  | Colo-Colo              |  |     | 1-1 | 3-2 |
| 3    | Ferroviária            | 4   | 3 | 1 | 1 | 1 | 6  | 3  | +3   |  | Ferroviária            |  |     |     | 5-1 |
| 4    | Unión Española         | 0   | 3 | 0 | 0 | 3 | 3  | 9  | -6   |  | Unión Española         |  |     |     |     |

#### Deuxièmes des groupes
Le deuxième présentant les meilleurs résultats se qualifie pour les demi-finales. Les deux autres sont éliminés.
| Grp | Club                    | Pts | J | G | N | P | Bp | Bc | Diff |
| --- | ----------------------- | --- | - | - | - | - | -- | -- | ---- |
| A   | Colón                   | 6   | 3 | 2 | 0 | 1 | 8  | 4  | +4   |
| C   | Colo-Colo               | 5   | 3 | 1 | 2 | 0 | 4  | 3  | +1   |
| B   | Generaciones Palmiranas | 4   | 3 | 1 | 1 | 1 | 8  | 3  | +5   |

### Phase à élimination directe
|  | Demi-finales           | Demi-finales           |                        |   | Finale      | Finale      |
|  | Demi-finales           | Demi-finales           |                        |   | Finale      | Finale      |
|  |                        |                        |                        |   |             |             |
|  | 17 décembre            | 17 décembre            |                        |   | 20 décembre | 20 décembre |
|  | 17 décembre            | 17 décembre            |                        |   | 20 décembre | 20 décembre |
|  | Sportivo Limpeño       | 2                      |                        |   | 20 décembre | 20 décembre |
|  | Sportivo Limpeño       | 2                      |                        |   | 20 décembre | 20 décembre |
|  | Foz Cataratas FC       | 0                      |                        |   | 20 décembre | 20 décembre |
|  | Foz Cataratas FC       | 0                      | Sportivo Limpeño       | 2 |             |             |
|  | 17 décembre            |                        | Sportivo Limpeño       | 2 |             |             |
|  |                        | Estudiantes de Guárico | 1                      |   |             |             |
|  | Estudiantes de Guárico | Estudiantes de Guárico | 1                      | 2 |             |             |
|  | Estudiantes de Guárico |                        |                        | 2 |             |             |
|  | Colón                  | 0                      |                        |   |             |             |
|  | Colón                  | 0                      | Match pour la 3e place |   |             |             |
|  |                        |                        |                        |   |             |             |
|  | 20 décembre            |                        |                        |   |             |             |
|  |                        |                        |                        |   |             |             |
|  | Foz Cataratas FC tab   | 0 (3)                  |                        |   |             |             |
|  | Foz Cataratas FC tab   | 0 (3)                  |                        |   |             |             |
|  | Colón                  | 0 (1)                  |                        |   |             |             |
|  | Colón                  | 0 (1)                  |                        |   |             |             |